# Star Wars: Rebel Assault II - The Hidden Empire
 (juillet 2019).
Si vous disposez d'ouvrages ou d'articles de référence ou si vous connaissez des sites web de qualité traitant du thème abordé ici, merci de compléter l'article en donnant les références utiles à sa vérifiabilité et en les liant à la section « Notes et références ».
Star Wars: Rebel Assault II - The Hidden Empire est un jeu vidéo en full motion video, basé sur l'univers de Star Wars, où le joueur incarne Rookie One, un rebelle qui doit effectuer différentes missions (appelées "chapitres" dans le jeu), comme combattre dans l'espace ou détruire des bases de l'Empire, et voler des vaisseaux secrets. Il s'agit d'un scénario totalement inédit dans la saga.
Les cinématiques du jeu ont été tournées avec de vrais acteurs (Jamison Jones et Julie Eccles) spécialement pour le jeu, ce qui n'a jamais été refait depuis pour un jeu sous licence Star wars. De plus, pour chacun des 15 chapitres, si le héros meurt ou épuise l'ensemble de ses vies, des cinématiques spécialement tournées montrent la défaite du joueur et la victoire de l'Empire galactique. La fin du jeu diffère selon la difficulté choisie.
Ce jeu fait suite à Star Wars: Rebel Assault.